# Tempête tropicale Ingrid (2007)
Pour l’article homonyme, voir Cyclone tropical Ingrid.
La tempête tropicale Ingrid est la neuvième tempête tropicale de la saison cyclonique 2007 pour le bassin de l'océan Atlantique. C'est la première utilisation de ce nom pour un cyclone tropical dans ce bassin cyclonique, en remplacement d'Iris (2001). Active du 12 au 17 septembre 2007, elle n'a touché aucune terre.